# Білий Віктор Олександрович
Ві́ктор Олекса́ндрович Бі́лий (5 травня 1930 — 29 листопада 2019) — радянський державний і громадський діяч.

## Життєпис
Трудову діяльність розпочав у 1949 році в радгоспі «Правда» в Одеській області.
З 1953 року почав працювати у Жовтневому райкомі ЛКСМУ Миколаївській області. Згодом став другим, а потім і першим секретарем райкому комсомолу.
Наприкінці 1950-х років починається кар'єра суднобудівника на Миколаївському суднобудівному заводі «Океан». Завдяки громадській активності В. О. Білий обирається заступником голови профспілкового комітету заводу.
У 1967 році призначений заступником голови Жовтневого райвиконкому Миколаївської області.
З 1974 до 1983 років очолював Корабельний район м. Миколаєва. Багато зробив для того, щоб наймолодший район міста став сучасною частиною Миколаєва.
Останнє місце роботи — начальник Управління соціального забезпечення Миколаївського облвиконкому.
Після виходу на пенсію В. О. Білий активно займався громадською роботою: очолював раду ветеранів війни і праці Корабельного району.
Обирався депутатом Миколаївської міської ради 4-х скликань.

## Нагороди і почесні звання
Нагороджений орденом «Знак Пошани», медалями, у тому числі «За трудову доблесть» і «За трудову відзнаку» та відзнакою міського голови «За заслуги перед містом Миколаїв».
Рішенням Миколаївської міської ради від 25 серпня 2011 року № 8/23 присвоєне звання «Почесний громадянин міста Миколаєва».